# Volcanic Legacy Scenic Byway

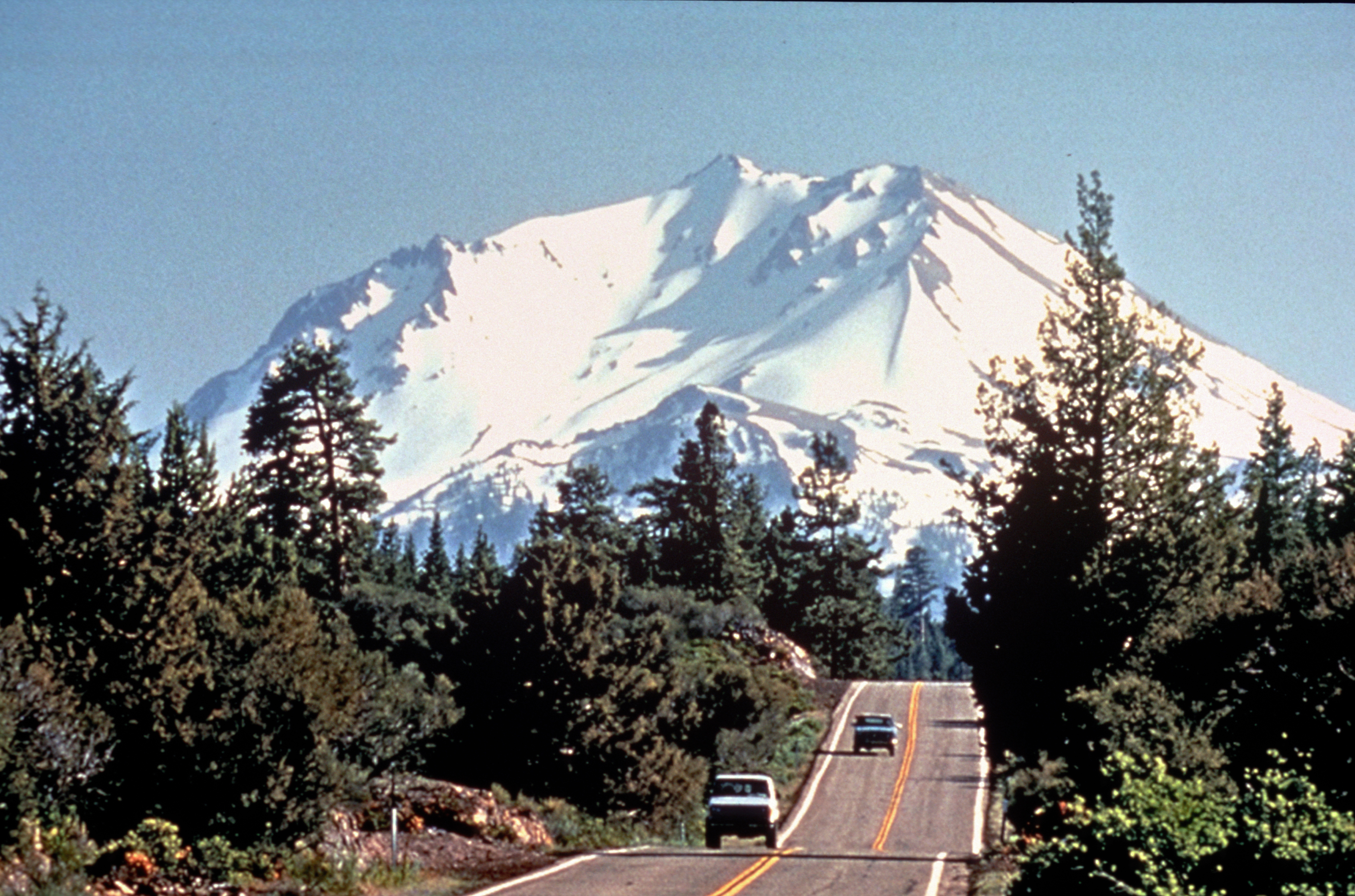
Pico Lassen visto desde el Volcanic Legacy Scenic Byway

El Volcanic Legacy Scenic Byway es una carretera clasificada como una All-American Road en el estado de California y Oregón. Tiene una longitud de casi 500 millas (800 km) de largo y viaja desde la Cordillera de las Cascadas pasando por numerosos volcanes. Está compuesta por dos Rutas Escénicas Nacionales, el Volcanic Legacy Scenic Byway - Oregón y el Volcanic Legacy Scenic Byway - California. La última también incluye al Lassen Scenic Byway.